# Сельское поселение «Село Владимировка»
Се́льское поселе́ние «Село́ Влади́мировка» — сельское поселение в районе имени Полины Осипенко Хабаровского края. Административный центр — село Владимировка, также включает в себя село Гуга.

## Население
| 2010 | 2011 | 2012 | 2013 | 2014 | 2015 | 2016 |
| ---- | ---- | ---- | ---- | ---- | ---- | ---- |
| 252  | →252 | ↘248 | ↗260 | ↗261 | →261 | ↘257 |
| 2017 | 2018 | 2019 | 2020 | 2021 |      |      |
| ↘253 | ↗258 | ↗259 | ↘243 | ↘207 |      |      |